# Стояние на коленях

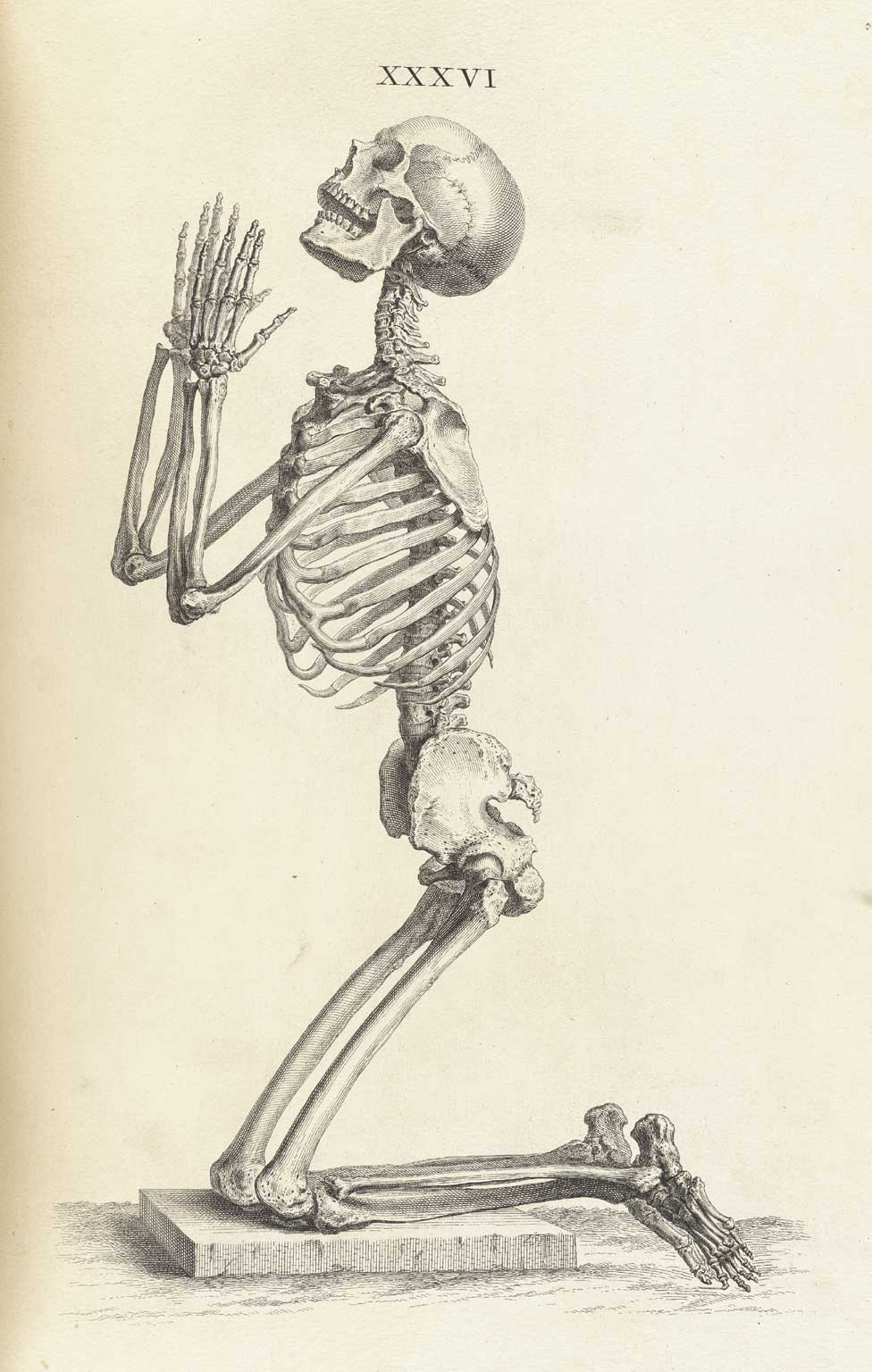
Физиологические особенности в позе нахождения на коленях

Стоя́ние на со́бственных коле́нях (стоять на коленях) — поза покорности, смирения, раскаяний за ошибки и содеянные грехи или возможного наказания и унижений, применяемая как самостоятельно и добровольно — при молитвах перед иконой и при обращении к Всевышнему или в безвыходных ситуациях и в жизненно-важных случаях унизительной просьбы перед властным лицом (вожаком, бандитом, чиновником, царствующей особой), — так и насильственно — в качестве отбывания наказания (стоя в углу или на горохе (крупе)); в некоторых религиозных традициях может сопровождаться поклонами головы до опускания всего тела к условно горизонтальной поверхности, на которой находится человек, стоя на собственных коленях или сидя на щиколотках. Вынужденная поза нахождения на коленях также может сопровождать какой-либо вид деятельности человека при неудобствах, связанных с расположением домашнего питомца или ребёнка, предметов искусства и производства или труда на очень низком уровне.

## Особенности
В некоторых европейских странах Средневековья на колени становился посвящаемый в рыцари. Император Священной Римской империи Генрих IV у Каносского замка в рубище раскаявшегося грешника на коленях умолял папу римского Григория VII пустить его к себе. Русский император Николай I во время Холерного бунта 1831 г. въехал в толпу бунтовщиков и громовым голосом закричал: «На колени!», после чего многотысячная толпа, сняв шапки, упала на колени, и бунт был подавлен.

### В быту
В быту поза нахождения на коленках зачастую используется детьми при игре на полу или при рисовании, лепке из пластилина и иных занятиях за детским столиком, не желая сидеть на детском стульчике. Стоя на коленях также производятся различные работы по саду или на огороде. В древности и в некоторых странах могли стоять на коленях при помоле зерновых, или при различных работах по кулинарии у традиционного низкого стола, или непосредственно на земле, покрытой скатертью или пластиком (полиэтиленовой плёнкой). Также стоят на коленях при очень низком расположении предмета или части оборудования во время работ по их ремонту и обслуживанию.
Зачастую дети или кто-либо ещё могут стоять не на собственных коленях, а находясь на коленях иного человека (родителя, родственника, друга и т. п.).

### Как наказание
Детей заставляли стоять на коленях в качестве наказания за проступки; зачастую для того, чтобы наказание было более чувствительным, их заставляли стоять коленями на сухом горохе, фасоли или гречке. В настоящее время такое наказание изредка можно встретить в семьях.

### В религии
Во многих религиях, в частности, в христианстве, исламе, индуизме принято стоять на коленях во время молитвы в знак покорности перед Богом.
Во многих католических и протестантских церквях перед скамьями расположены специальные подставки для колен, чтобы молящиеся могли вставать коленями на них, а не на пол. В католической церкви верующие встают на колени во время причастия, а также во время миропомазанья епископом. Во время рукоположения в священники посвящаемый также становится на колени перед епископом или архиепископом. Кающиеся также могут вставать на колени перед священником во время исповеди
.
В православной церкви вставать на колени обычно не принято. Однако посвящаемый в епископы встаёт на колени перед алтарём, ему на голову кладут Евангелие и читают молитву. Также на колени могут ставить родителей и крёстных во время крещения.

### При этапировании заключённых
В СССР при этапировании заключённых в 1930-40-е годы их якобы заставляли вставать на колени при их пересчёте во время погрузки в вагоны или выгрузке из них — для затруднения возможности побега.

### В Юго-Восточной Азии
В Китае и Японии существует форма выражения высшего почтения перед императором, называющаяся коутоу в Китае и догэдза в Японии: при совершении такого традиционного обряда необходимо также касаться головой пола или, во всяком случае, опустить голову очень низко.

## Фотогалерея

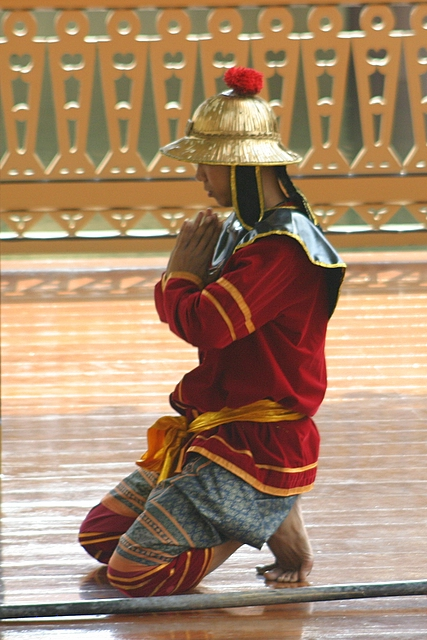
Охранник таиландского короля стоит на коленях.
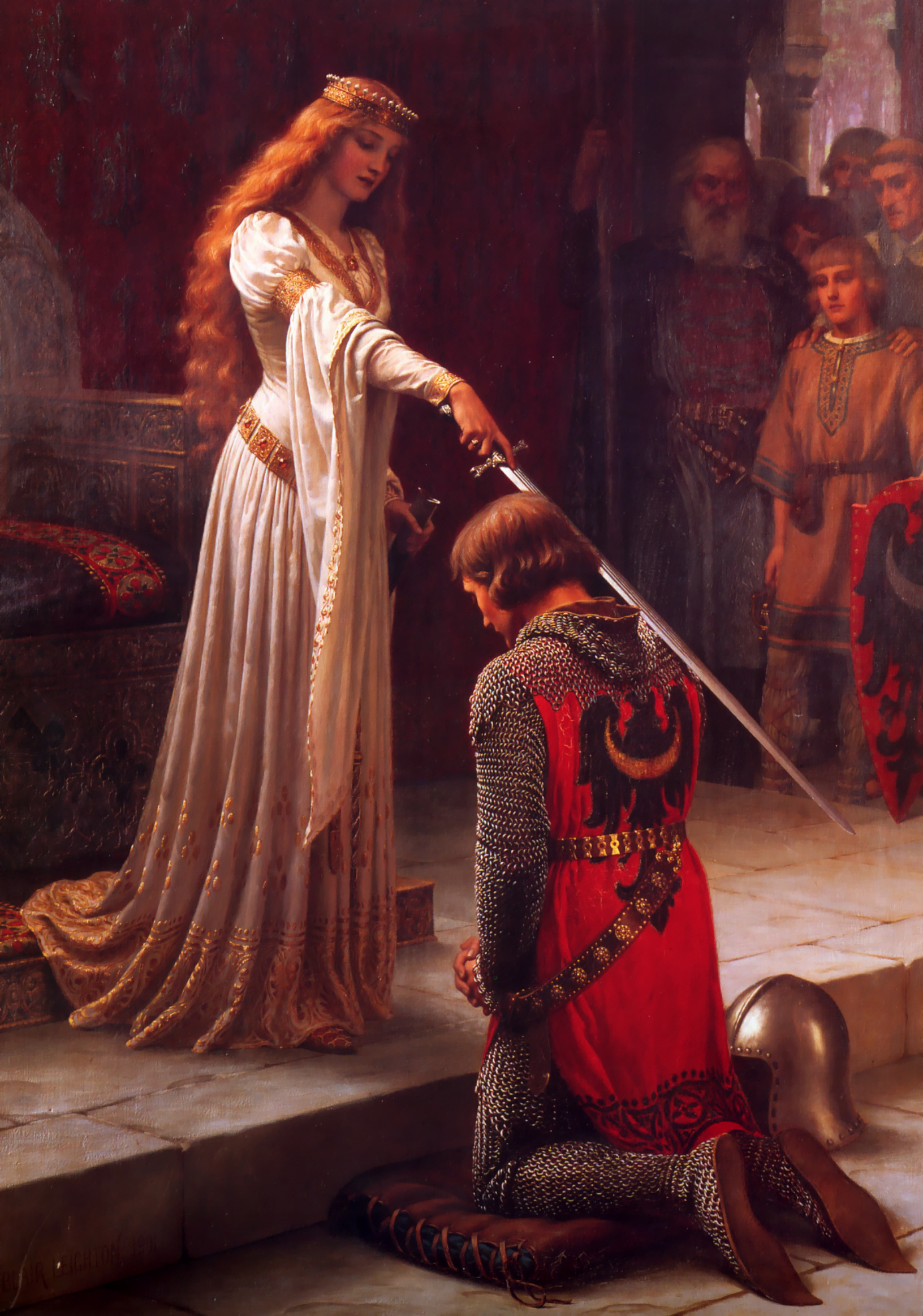
Э. Б. Лейтон. «Акколада», 1901 год
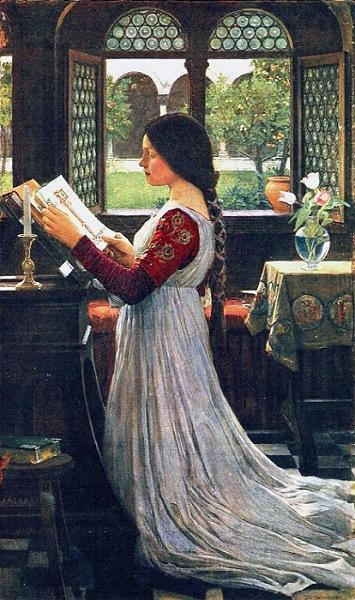
Служебник Джон Уильям Уотерхаус, 1902
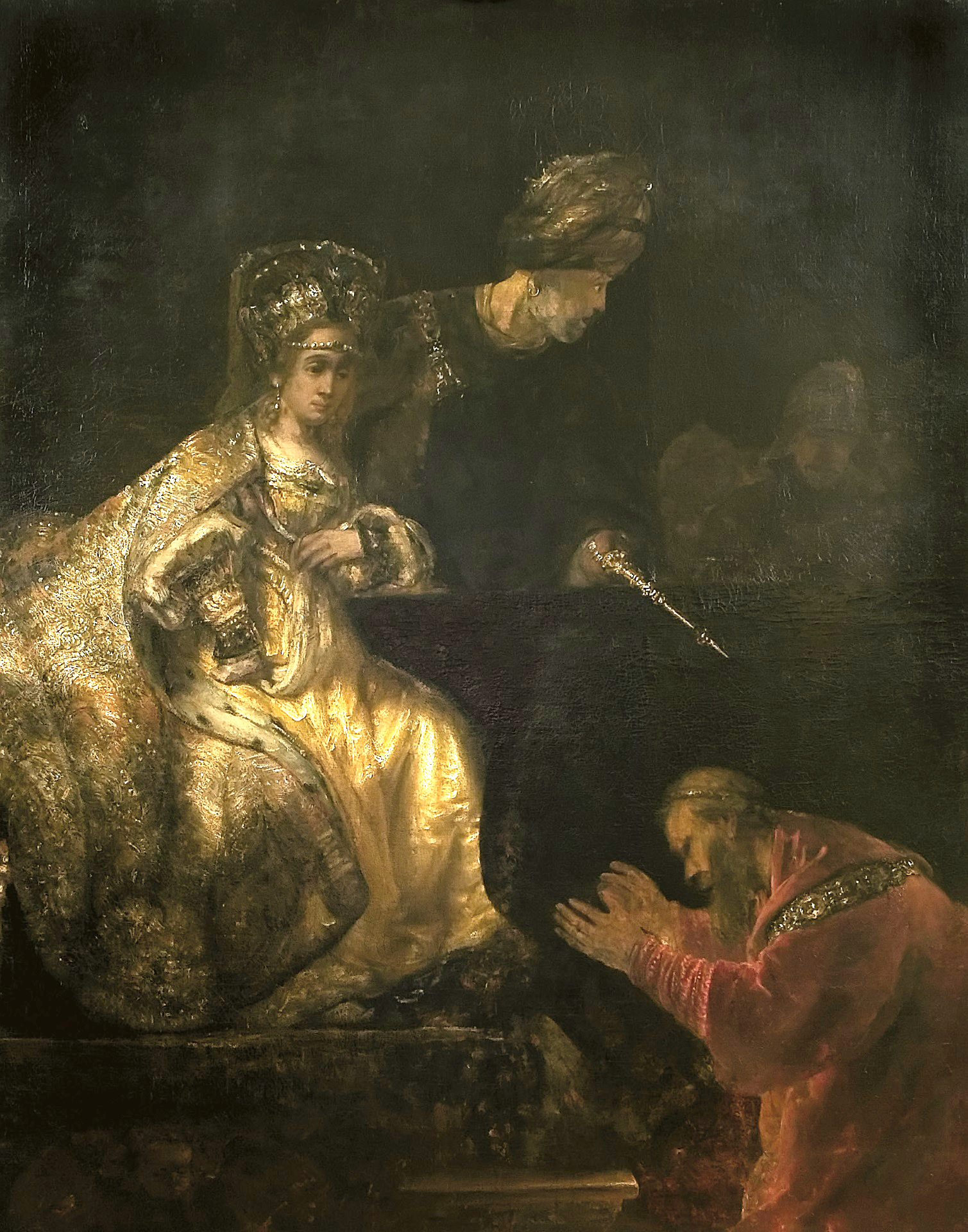
Молить о пощаде
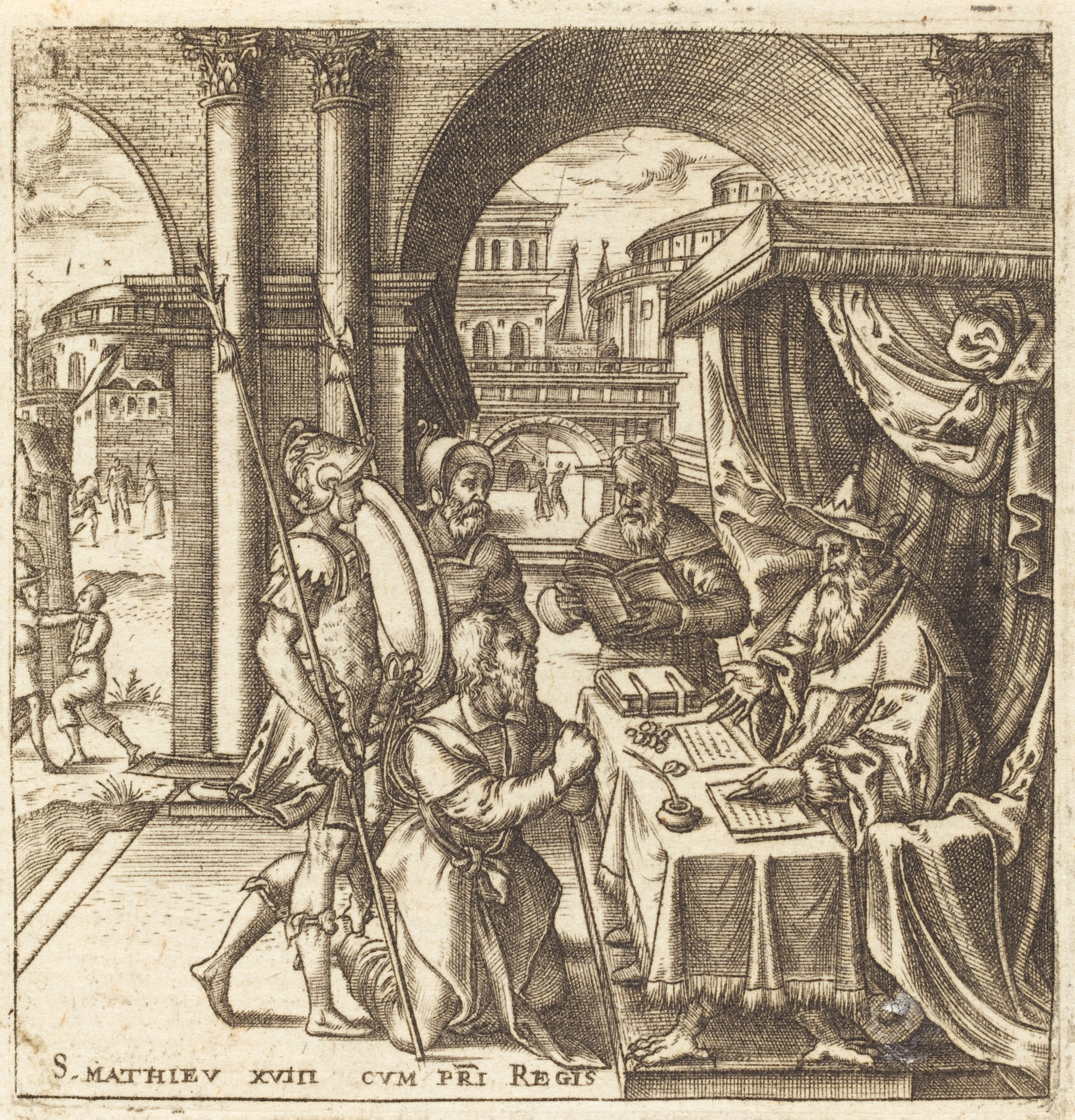
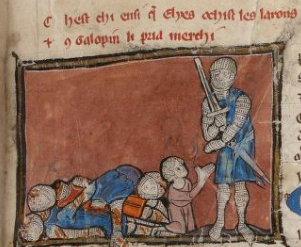
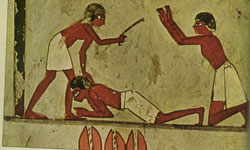
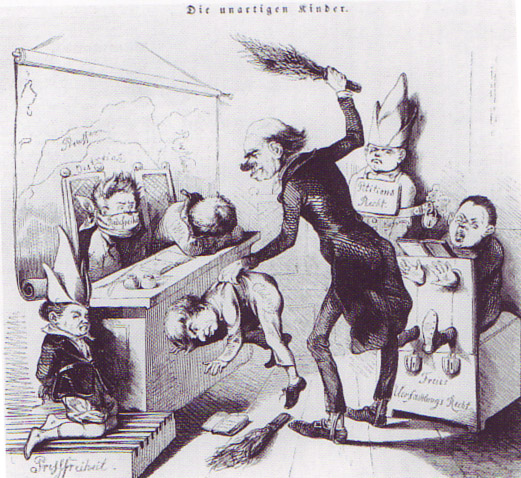
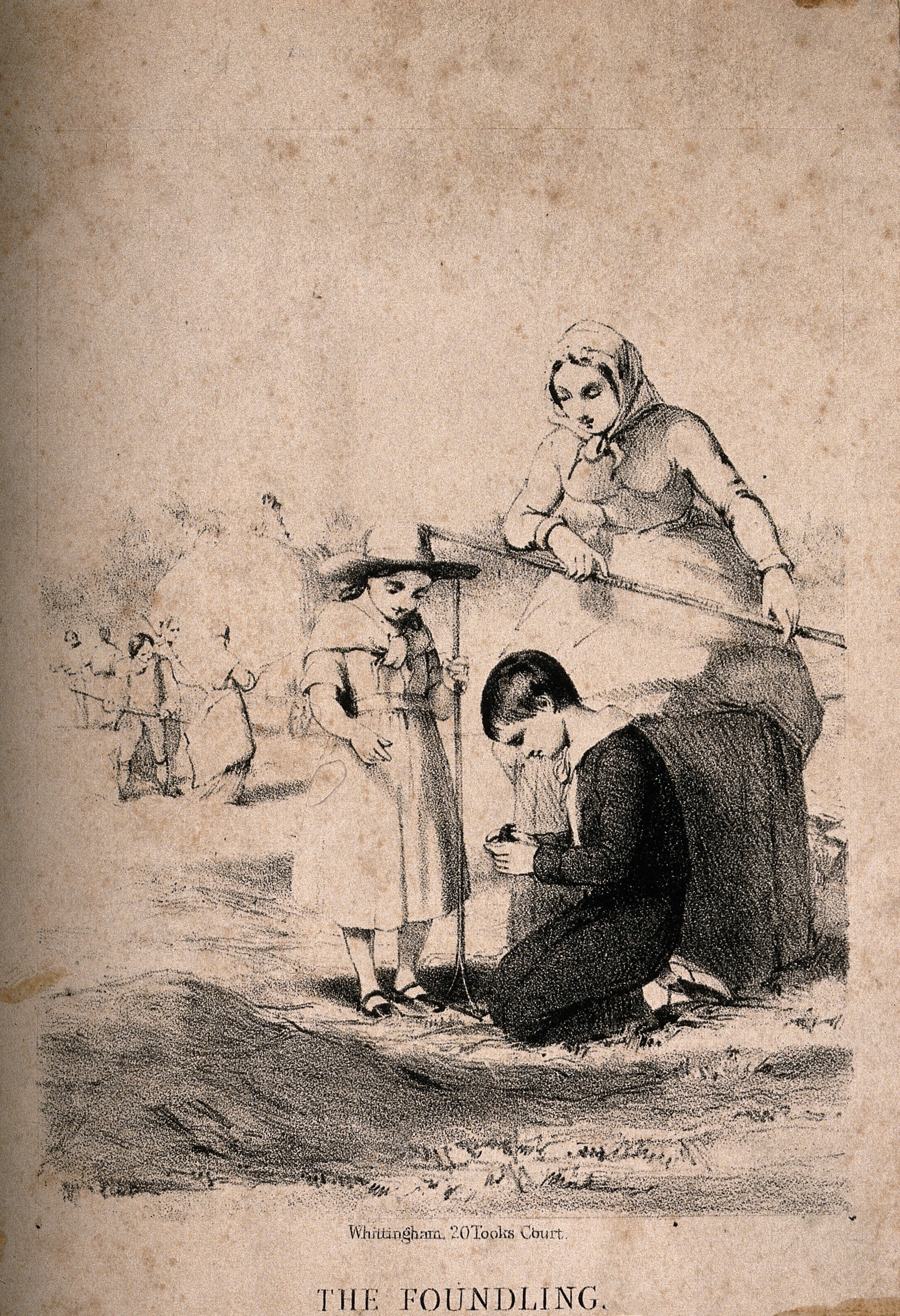
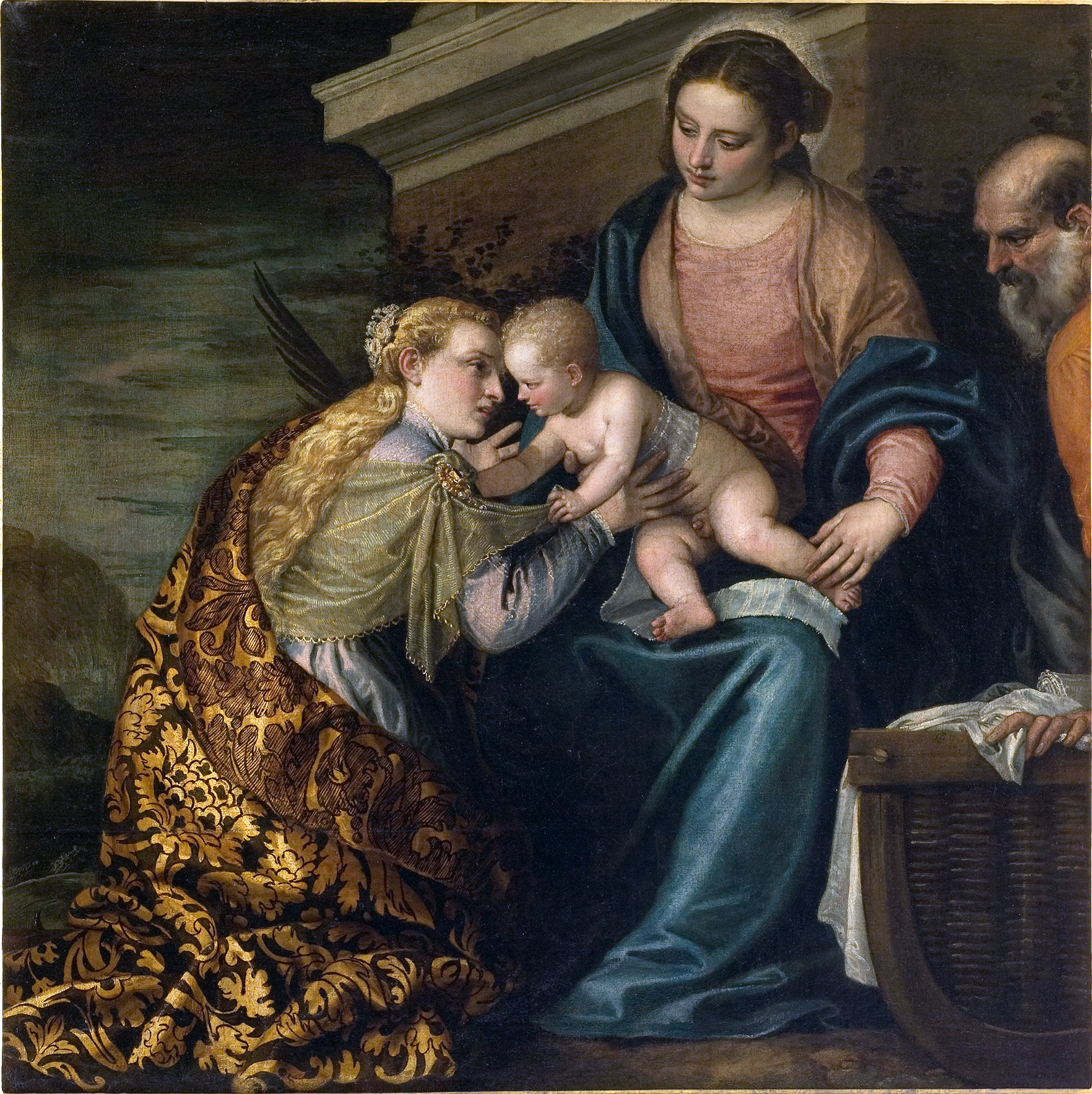
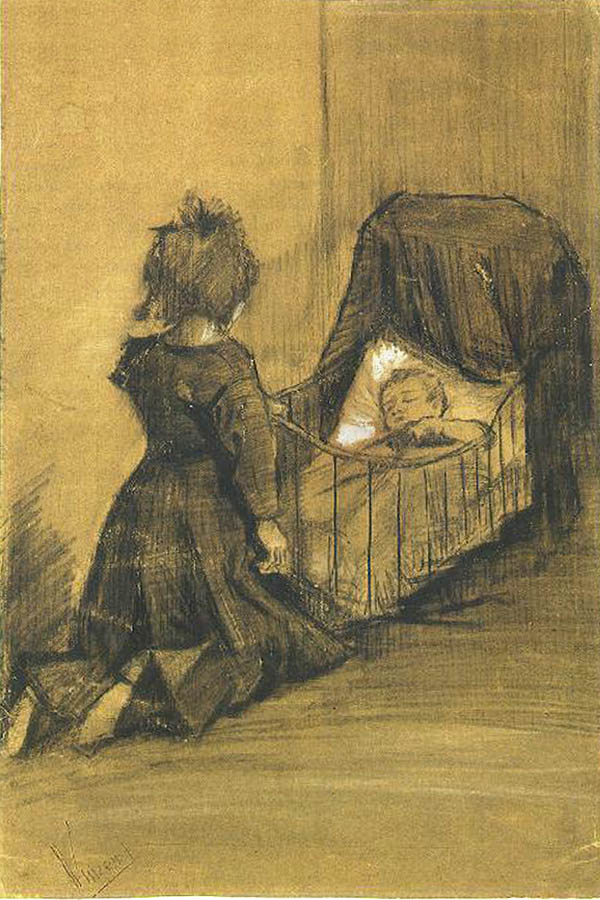
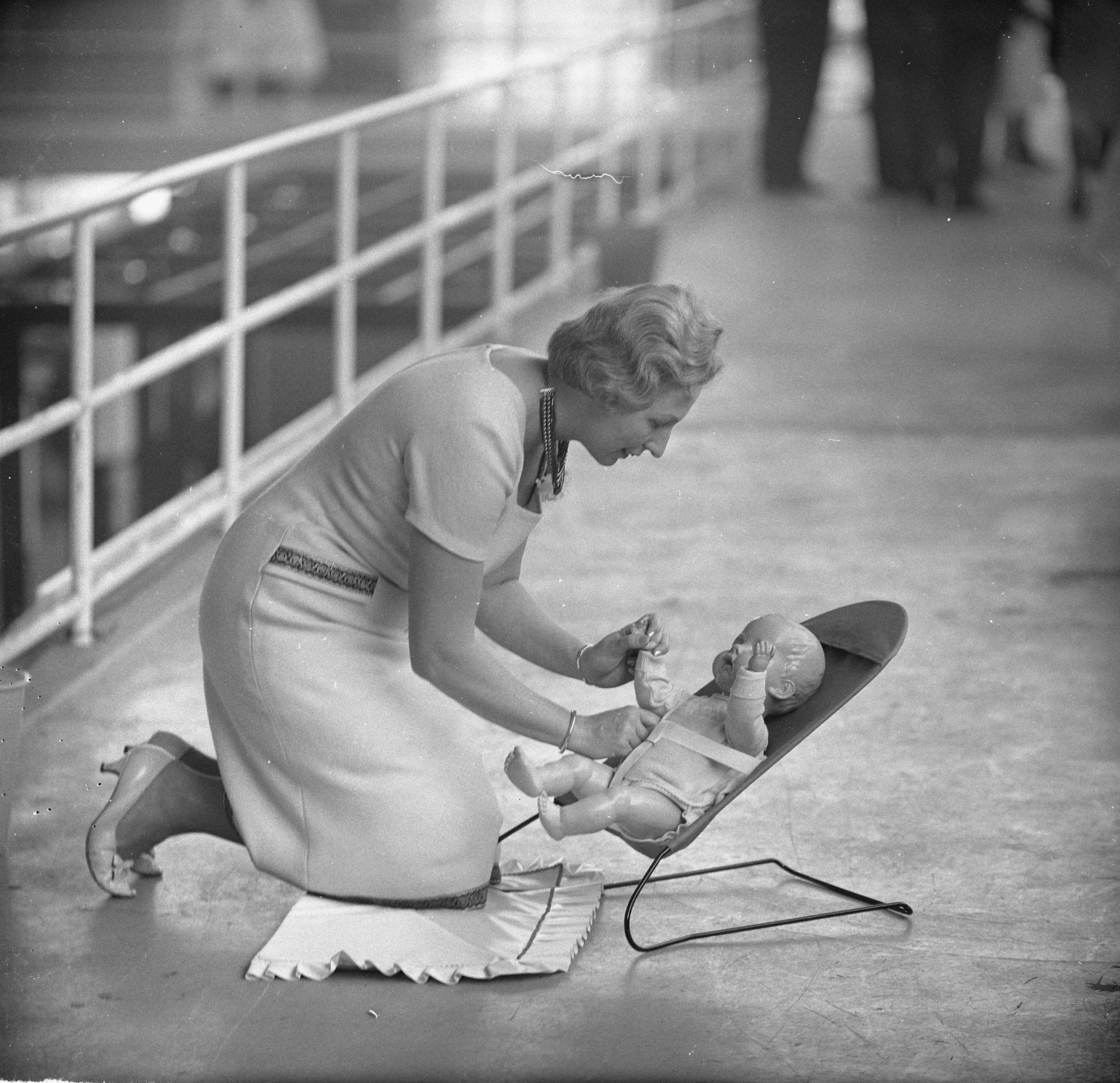
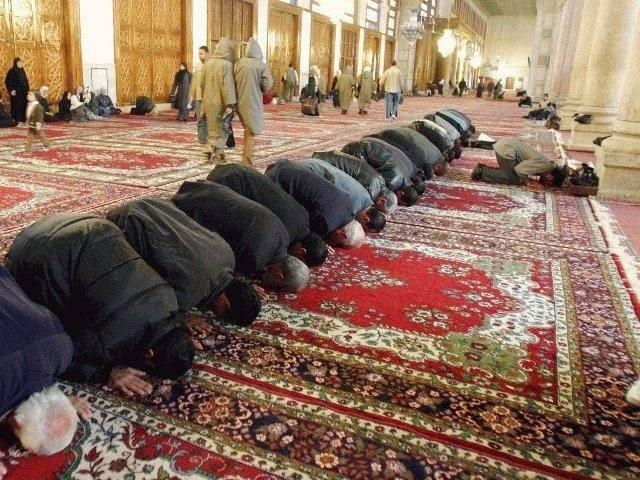
В молитве
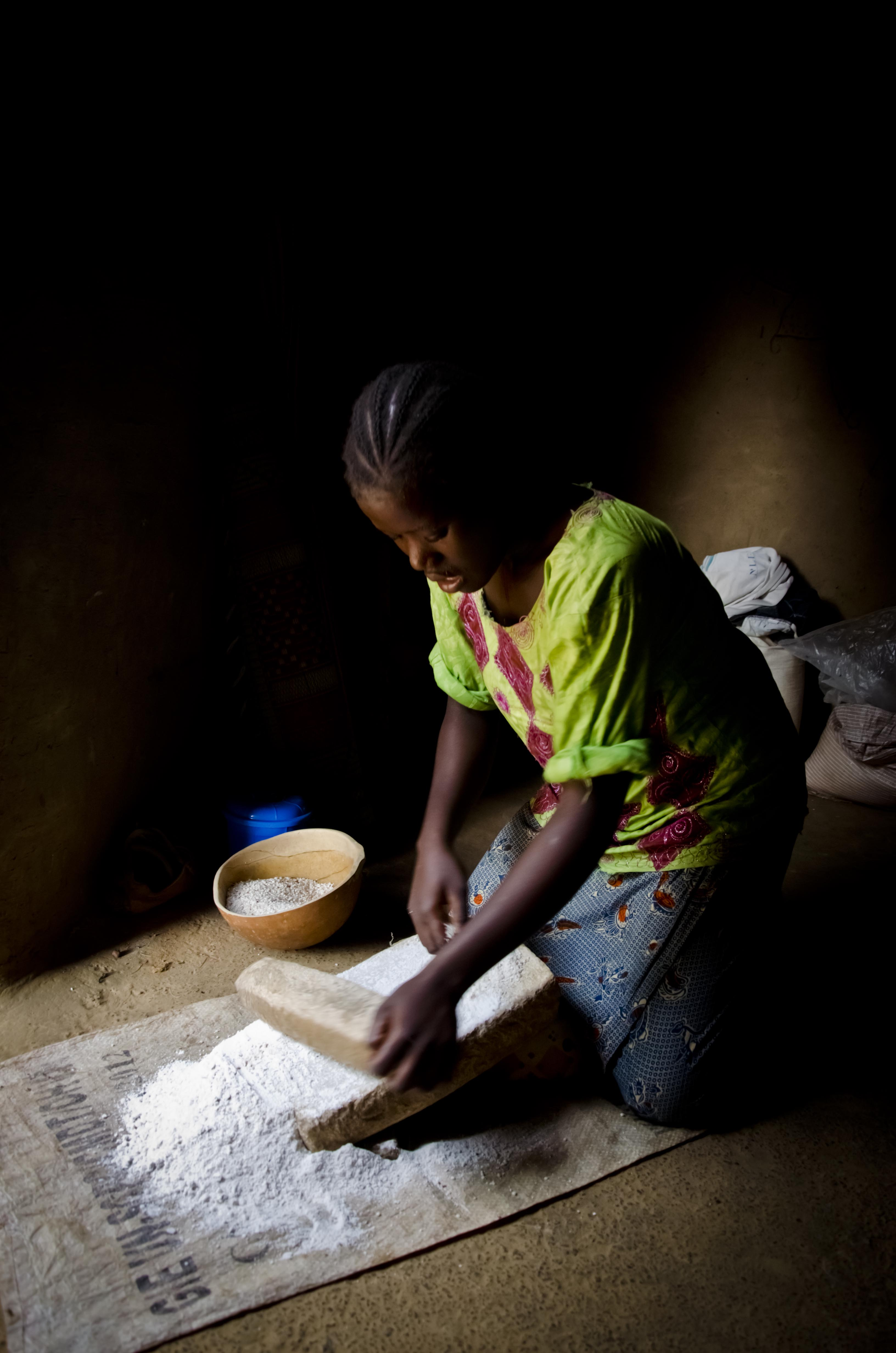